# Ларсен (шелфов ледник)
Шелфовият ледник Ларсен (на норвежки: Larsen isbrem; на английски: Larsen Ice Shelf) е четвъртият по големина (48 600 km²) шелфов ледник край бреговете на Антарктида. Заема част от крайбрежието на Западна Антарктида, като се простира на повече от 1000 km покрай източния бряг на Антарктическия полуостров – бреговете Норденшелд, Оскар ІІ, Фойн и Боумън на Земя Греъм и бреговете Уилкинс, Блек и Ласитер на Земя Палмър. Ширина до 200 km. Целият шелфов ледник попада в акваторията на море Уедъл,част от Атлантическия сектор на Южния океан.

## Географска характеристика

### Разположение, деление
Шелфовият ледник Ларсен се простира на повече от 1000 km покрай източния бряг на Антарктическия полуостров от ледения залив Дригалски (64°30’ ю.ш.) на север до полуостров Смит (74°25’ ю.ш.) на юг и между 59° и 66° з.д. Състои се от четири отделни големи шелфови ледника – A, B, C и D, като последният от своя страна се дели на още четири обособени шелфови ледника.

#### Шелфов ледник Ларсен А
Шелфовият ледник Ларсен А заема най-северната част на големия ледник, като се простира покрай източния бряг на Земя Греъм – Брега Норденшелд, между нос Лонгинг (64°39′ ю. ш. 59°01′ з. д. / 64.65° ю. ш. 59.016667° з. д.) на север и остров Робъртсън (65°16′ ю. ш. 59°50′ з. д. / 65.266667° ю. ш. 59.833333° з. д.) и о-вите Сил на юг и има площ около 4000 km². На север са разположени ледените заливи Дригалски и Ларсен, а на югозапад Еванс. През последния половин век температурата на Антарктика и на Антарктическия полуостров се е повишила с 2,5 °C, които довежда до пълното разрушаване и стопяване на шелфовия ледник Ларсен А през 1995 г.

#### Шелфов ледник Ларсен В
Шелфовият ледник Ларсен В заема част от северната половина на големия ледник, като се простира покрай източния бряг на Земя Греъм – Брега Оскар ІІ, между остров Робъртсън (65°16′ ю. ш. 59°50′ з. д. / 65.266667° ю. ш. 59.833333° з. д.) и о-вите Сил на север и нос Фрамнес (66°04′ ю. ш. 60°42′ з. д. / 66.066667° ю. ш. 60.7° з. д.) на големия полуостров Язон на юг и има площ около 12 000 km². От запад се подхранва от планинските ледници Екзасперишън и Рихтхофен, които се „вливат“ в него. Започвайки от 1950-те години площта на шелфовия ледник Ларсен В се е съкратила от 12 000 до 2500 km². През 2002 г. от него се откъсва огромен айсберг с площ над 3250 km² и дебелина 220 m, като процесът на разрушаване продължава само 35 дни. В продължения на хилядолетия мощността на ледника намалява постепенно, но през втората половина на ХХ в. скоростта му на топене се увеличава, което довежда до отделянето на голямо количество айсберги (над хиляда) в море Уедъл.

#### Шелфов ледник Ларсен С
Шелфовият ледник Ларсен С заема средната, най-широка част на големия ледник, като се простира покрай източния бряг на Земя Греъм, бреговете Фойн и Боумън между нос Фрамнес (66°04′ ю. ш. 60°42′ з. д. / 66.066667° ю. ш. 60.7° з. д.) на големия полуостров Язон на север и нос Агасис (68°32′ ю. ш. 63°02′ з. д. / 68.533333° ю. ш. 63.033333° з. д.) на полуостров Холик-Кеньон на юг и към началото на 2017 г. има площ от 44 200 km². Бреговата линия е силно разчленена от множество ледени заливи – Ейди, Кабинет, Мил, Уерлунд, Селигмен, Трейл, Солберг, Мобилайл и полуострови между тях, а в средата му са „бетонирани“ островите Вейер (на север) и Франсе (на запад). Почти покрай целия бряг се простира планината Локхийд, от която се спускат малки планински ледници, които го подхранват.
Шелфовият ледник Ларсен С, за разлика от Ларсен А и Ларсен В запазва своята площ почти непроменена, но през декември 2016 г. спътниците на НАСА зафиксират голям разлом, появил се вероятно през 2014 или 2015 г., който грози пълното разрушаване на ледника. При заснемането пукнатината е с дължина 160 km, ширина 3,2 km и долбочина до 500 m. По прогнози, след окончателното формиране на разлома би се образувал гигантски айсберг с площ около 6500 km². Този процес се задълбочава и от 10 до 12 юли 2017 г. от шелфовия ледник Ларсен С се откъсва голям айсберг с дебелина 200 m, площ около 6000 km² и маса около 1 трлн.т, който намалява площта му с 12%.

#### Шелфов ледник Ларсен D
Шелфовият ледник Ларсен D заема южната част на големия шелфов ледник Ларсен покрой източните брегове на Земя Палмър – бреговете Уилкинс, Блек и Ласитер. Простира се на близо 650 km от нос нос Агасис (68°32′ ю. ш. 63°02′ з. д. / 68.533333° ю. ш. 63.033333° з. д.) на полуостров Холик-Кеньон на север до полуостров Смит (74°22′ ю. ш. 61°20′ з. д. / 74.366667° ю. ш. 61.333333° з. д.) на юг, като ширината му на север достига до 100 km, а на юг се разделя на оттелни участъци. От своя страна Шелфовият ледник Ларсен D се поделя на четири обособени сектора D, E, F и G.
Сектор D се простира на протежение от 225 km от нос Агасис (68°32′ ю. ш. 63°02′ з. д. / 68.533333° ю. ш. 63.033333° з. д.) на полуостров Холик-Кеньон на север до нос Брас (70°30′ ю. ш. 61°18′ з. д. / 70.5° ю. ш. 61.3° з. д.) на полуостров Айелсън на юг покрай Брега Уилкинс. На север е разположен ледения залив Ревел, на юг – ледения залив Смит, а вътре в ледника са „бетонирани“ островите Хърст и Юинг. От запад в шелфовия ледник Ларсен D се „вливат“ планинските ледници Кейси, Бингъм и Клифърд.
Сектор Е се простира на протежение от 275 km от нос Брас (70°30′ ю. ш. 61°18′ з. д. / 70.5° ю. ш. 61.3° з. д.) на полуостров Айелсън на север до нос Макинтош (72°52′ ю. ш. 59°51′ з. д. / 72.866667° ю. ш. 59.85° з. д.) на полуостров Кемп на юг покрай Брега Блек. На север е разположен ледения залив Лерке, на юг – ледените заливи Хилтън, Шот, Виолонте и Мейсън, а вътре в ледника са „бетонирани“ островите Долеман, Стийл и Бътлър. От запад в шелфовия ледник Ларсен Е се „вливат“ планинските ледници Грунинг, Бомон, Дефант и др.
Сектор F заема ледените заливи Мосмен и Ню Бедфорд между нос Дикон (73°17′ ю. ш. 59°47′ з. д. / 73.283333° ю. ш. 59.783333° з. д.) на полуостров Кемп на север и нос Лам (73°45′ ю. ш. 60°40′ з. д. / 73.75° ю. ш. 60.666667° з. д.) на полуостров Арцтовски на юг покрай Брега Ласитер. В него от планината Етернити се „вливат“ планинските ледници Мосби, Хейнс и Мейнардус.
Сектор G заема ледените заливи Райт и Келер между нос Уилър (73°57′ ю. ш. 60°44′ з. д. / 73.95° ю. ш. 60.733333° з. д.) на полуостров Арцтовски на север и нос Лайт (74°16′ ю. ш. 60°42′ з. д. / 74.266667° ю. ш. 60.7° з. д.) на полуостров Смит на юг покрай Брега Ласитер. В него от планината Етернити се „влива“ планинския ледник Суона.

## Историческа справка
През 1893 г. норвежкият китоловец и полярен изследовател Карл Антон Ларсен открива най-северната част (Ларсен А) на големия шелфов ледник, който впоследствие е наименуван в негова част. През 1902 г. шведският полярен изследовател Ото Норденшелд открива и изследвава шелфовия ледник Ларсен В. През 1928 – 30 видният австралийски полярен изследовател Джордж Хуберт Уилкинс възглавява британска антарктическа експедиция, по време на която със самолет открива централната (Ларсен С) и южната част (Ларсен D) на гигантския ледник. През 1947 – 48 американският антарктически изследовател Фин Роне извършва далечни полети на юг от базата на експедицията и открива крайните южни части на шелфовия ледник Ларсен (Ларсен E, F и G).